# Hatitia zarate
Espèce
Hatitia zarate est une espèce d'araignées aranéomorphes de la famille des Anyphaenidae.

## Distribution
Cette espèce est endémique de la région de Lima au Pérou,. Elle se rencontre dans la province de Huarochirí vers Zárate.

## Description
Le mâle holotype mesure 5,3 mm et la femelle paratype 7,4 mm.

## Systématique et taxinomie
Cette espèce a été décrite par Oliveira et Brescovit en 2025.

## Étymologie
Son nom d'espèce lui a été donné en référence au lieu de sa découverte, Zárate.

## Publication originale
- Oliveira & Brescovit, 2025 : « On the Neotropical spider genus Hatitia Brescovit, 1997 (Araneae: Anyphaenidae, Anyphaeninae), with the description of five new species. » European Journal of Taxonomy, vol. 997, p. 180-209 (texte intégral).